# Wu Cheng’en

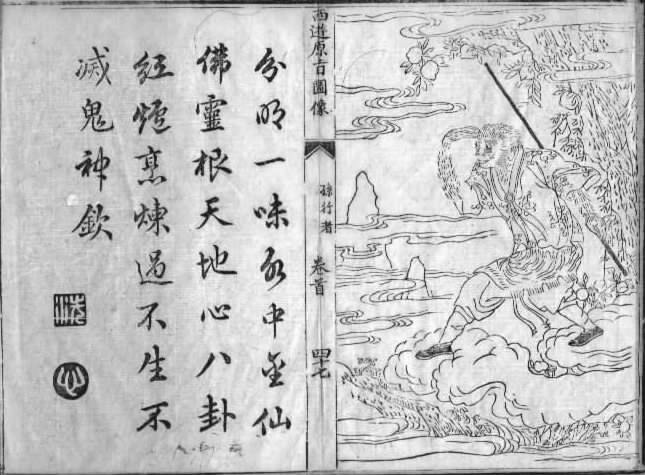
Frühe Version des Romans Xiyou Ji – 西遊記 mit Sun Wukong

Wu Cheng’en (chinesisch 吳承恩 / 吴承恩, Pinyin Wú Chéng'ēn, W.-G. Wu Ch'eng-en, Großjährigkeitsname 汝忠,  Rǔzhōng, Pseudonym 射陽山人 / 射阳山人,  Shèyáng Shānrén; * um 1500 in Huai’an, Jiangsu; † ebenda um 1582, China) war ein chinesischer Romanautor und Dichter der Ming-Dynastie.

## Die Reise nach Westen
Der ihm zugeschriebene Roman Die Reise nach Westen – 西遊記 – über den buddhistischen Mönch Xuanzang zur Zeit der Tang, der eine abenteuerliche Pilgerreise mit seinen drei Schülern über die Berge der nordwestlichen Provinz Xinjiang nach Indien macht, um Buddhas heilige Schriften nach China zu holen, ist eine der populärsten klassischen Erzählungen in China, Japan und Korea. Die Erzählungen und Geschichten des Romans wurde in mehreren Versionen ins Deutsche übersetzt.